# Slottet Kropisht
Slottet Kropisht är ett slott i Vlora, Albanien, byggt under den romerska perioden. Det byggdes i rektangulär form och med storleken 180 m x 250 m och med huvudsakligen 1,2 m breda stenmurar.